# Karl Zörkendörfer
Karl Anton Zörkendörfer (22. května 1864, Mariánské Lázně – 13. února 1945 tamtéž) byl vysokoškolský profesor Univerzity Karlovy v Praze a ředitel Balneologického institutu v Mariánských Lázních. Byl otcem Waltera Zörkendörfera.

## Život
Karl Zörkendörfer studoval medicínu na Univerzitě Karlově v Praze, kde byl od roku 1888 členem studentského spolku Teutonia Prag, který byl už od roku 1883 součástí bratrstva Burschenschaft Albia Wien. Po úspěšném zakončení studia habilitoval a přednášel v Praze balneologii.
Institut hygieny a balneologie v Mariánských Lázních, který řídil, nesl jeho jméno. Po vysídlení Němců z Československa a znárodnění byl institut přejmenován na Výzkumný ústav balneologický.
Je také autorem sborníku věnovaného historickému vývoji Mariánských Lázní, místním minerálním pramenům, léčebným postupům a metodám.
Za svůj přínos medicíně a balneologii byl Karl Zörkendörfer oceněn Goetheho medailí za umění a vědu.

## Dílo
- Mooruntersuchungen: Ein Studie über das Vorkommen, die Untersuchung, Begutachtung und die Verwitterungsfähigkeit von Eisen-Mineralmooren; C. Bellmann, 1911
- Sudetendeutscher Bäderführer; Presse- u. Verlagsdienst Gunther Thon, 1929; 334 s.
- Beobachtungen über den Kohlensäureverlust von Mineralwässern in Leitungen, Pumpwerken und Wasserspeichern Band 2 von Veröffentlichungen der Zentralstelle für Balneologie; Simion, 1914; 180 s.